# スパニッシュ・グレイハウンド
スパニッシュ・グレイハウンド（英：Spanish Greyhound）とは、スペイン原産のサイトハウンドである。古い犬種のひとつで、別名はガルゴ・エスパニョール（英：Galgo Español）。

## 歴史
はっきりとしたルーツは分かっていないが、紀元前600年～紀元1世紀頃にフェニキア人によってイベリア半島にもたらされた古代エジプト原産の古代サイトハウンドであるチズムが土着の猟犬と交配されて出来たものであると考えられている。主に単独でウサギやキツネの猟に使われていたが、パックでイノシシを狩るのにも使われていた。20世紀になるとドッグレースにも出場するようになり、近年はもとから持っている美しいスタイルが注目されてショードッグとしても活躍している。
原産国では猟犬としてだけでなくペットとしても人気があるが、これとイングリッシュ・グレイハウンドを掛け合わせたものをもとに作出されたアングロ＝スパニッシュ・グレイハウンドと人気を二分している。しかし、原産国外ではあまり普及はしていない。

## 特徴
ショードッグとして改良される以前から洗練された美しいスタイルを持っていた。イングリッシュ・グレイハウンドに比べると小柄で更に細身で走るのが速いが、イングリッシュ種のような急激な加速を行うことは難しい。サイトハウンドのためマズル・首・胴・脚・尾が長い。折れ耳・サーベル形の垂れ尾でコートは柔らかくなめらかで、とても短いコートを持つスムースコートタイプのものと、少しだけ長いショートコートを持つラフコートタイプものがある。ラフコートタイプのものは体の毛だけが僅かに長く、それ以外はスムースコートタイプのものとコートの長さは一緒である。毛色はブリンドル、ブラック、ブラック・アンド・ホワイト、レッド・アンド・ブラックなどがある。体高は雄62～70cm、雌60～68cmで体重は雄25～30kg、雌20～25kgの大型犬で、性格は優しく賢いが繊細で、無理やり物事を押し付けられる事を嫌う。運動量はとても多い。

## 参考
- 『日本と世界の愛犬図鑑2007』（辰巳出版）佐草一優監修
- 『デズモンド・モリスの犬種事典』（誠文堂新光社）デズモンド・モリス著書、福山英也、大木卓訳 誠文堂新光社、2007年
- 『日本と世界の愛犬図鑑2009』（辰巳出版）藤原尚太郎編･著